# Четырёхглавый орёт
«Четырёхглавый орёт» — третий студийный альбом российской рэп-группы «Каста», вышедший 15 мая 2017 года. Он стал первым в дискографии команды после 9-летнего перерыва.
Две песни в новом альбоме записаны совместно с Рем Диггой и SunSay.

## История альбома
По словам участника группы Шыма, группе было сложно собраться для совместной записи, поскольку участники «Касты» живут в разных городах и встречаются в основном на гастролях. Кроме того, предыдущие два альбома были настолько успешными, что гастрольный график группы «позволял не искать дополнительной работы».

Нам не хватало понимания, как теперь работать над песнями совместно, когда мы находимся в разных городах и у каждого выше крыши своих взрослых забот. Мы пробовали разное. И «закиньте куплет, я поддержу» и «завтра в скайпе ровно в 11», даже провели пару рэп-батлов внутри нашей четверки, чтобы «разогнаться» — тщетно.
— Шым, «Каста»
Было принято решение записывать альбом в Ростове-на-Дону.
Музыканты отмечают, что наибольшую сложность составило формирование трек-листа. Первоначально было записано 26 песен, планировалось оставить только 12, но в финальный плей-лист вошли 18 композиций.
На композицию «Скрепы» 2 сентября 2017 года вышел клип в котором снялись рэперы Баста, Хаски, Типси Тип и Big Russian Boss.
По итогам года альбом занял 17-ю строчку в чарте Apple Music и iTunes среди самых популярных альбомов у россиян.

## Список композиций
| №   | Название                    | Длительность |
| --- | --------------------------- | ------------ |
| 1.  | «Сказочная»                 | 4:17         |
| 2.  | «Не держу зла»              | 4:17         |
| 3.  | «Стоп-игра»                 | 4:33         |
| 4.  | «Привет» (feat. Рем Дигга)  | 4:49         |
| 5.  | «Медленный танец»           | 4:34         |
| 6.  | «Впередиидущий»             | 4:40         |
| 7.  | «Скрепы»                    | 3:19         |
| 8.  | «Серега-водолаз»            | 3:21         |
| 9.  | «Алёнаташа»                 | 4:03         |
| 10. | «На том конце»              | 4:02         |
| 11. | «Зомби-пати»                | 3:03         |
| 12. | «Они»                       | 3:46         |
| 13. | «Новый путь» (feat. SunSay) | 3:11         |
| 14. | «Лучше, чем сейчас»         | 4:52         |
| 15. | «Прочь из дома»             | 3:39         |
| 16. | «Ледяная карусель»          | 4:51         |
| 17. | «Земная»                    | 2:47         |
| 18. | «Макарэна»                  | 4:06         |

## Рецензии
Музыкальные критики оценили альбом достаточно высоко. Александр Горбачёв из «Медузы» отметил, что это «самая правдивая русская рэп-запись года» и «практически путеводитель по будням современного городского жителя». По словам Алексея Мажаева из InterMedia, диск «с самого начала звучит так, будто в дом вернулся папка и показал, кто тут главный» и «полностью закрывает тему о чём же должны петь повзрослевшие рэперы».

С точки зрения звука «Четырёхглавый орёт» представляет собой демонстрацию собственных достижений пополам с дайджестом новейших веяний. Тут есть и привычный, уже классический звук «Касты» — с ломаным грувом, зычными трубами и свингующим фортепиано. Есть успешные попытки задеть современные тренды — стрекучий трэп, ревущие басы, размазанный калифорнийский фокус. Есть почти шансонные гитарные переборы — и почти авангардистская хлопковая перкуссия. Есть восторженно-торжественный препарированный соул, как у чикагского рэпера Ченса, — и есть хрустальный звон стального барабана, как у Jamie xx (последний — в «Ледяной карусели»). Есть много своего — и есть аккуратный диалог с чужим. «Медленный танец» кажется ответом на школьный блокбастер Басты «Медлячок»; финальная комическая реприза «Макарэна» инспирирована «Грибами» — причем и тем и другим «Каста» скорее передает товарищеский привет, чем пытается их уесть.— Александр Горбачёв, «Медуза»

«Четырёхглавый орёт» может показаться очень важным рэп-альбомом о политике или не менее важным высказыванием о детях, а то и ростовским эпосом, а то и шуточной пластинкой — по факту же он сочетает порой несочетаемое и в соответствии с заповедью классика содержит «все жанры, кроме скучного». Надо ли уточнять, что в каждой из своих ипостасей «Каста» выглядит почти эталонно? Тексты, образы, семплы, идеи — всё на высшем уровне, только успевай выуживать и запоминать «трёхмерные рифмы» и парадоксально точные словосочетания.— Алексей Мажаев, InterMedia